# نانسي ماركوس
نانسي ماركوس (بالإنجليزية: Nancy Marcus)‏ هي أحيائية أمريكية، ولدت في 17 مايو 1950 في نيويورك في الولايات المتحدة، وتوفيت في 12 فبراير 2018 بسبب ورم ميلانيني عنبي. اشتهرت بخبرتها في علم البيئة وعلم الأحياء التطوري وبأبحاثها الميدانية في هذا المجال، بدأت نانسي حياتها المهنية كزميلة ما بعد الدكتوراة في معهد وودز هول لعلوم المحيطات حيث درست العديد من الأحياء البحرية وتأثيراتها على بيئة المحيطات، وواصلت أبحاثها الميدانية فيما بعد كأستاذة لعلوم المحيطات، وكمديرة لمختبر جامعة ولاية فلوريدا البحرية لاحقاً، وخلال هذه الفترة أيضاً انتُخبت كزميلة لجمعية نساء في العلوم والرابطة الأمريكية للتقدم العلمي، وشغلت منصب رئيسة جمعية علوم البحار وعلوم المحيطات، وأثناء اضطلاعها بهذه المهمة قادت الجهود المبذولة لزيادة أنشطة التعليم وزيادة الهبات المُقدمة للجمعية.
في عام 2005 تحوَّلت ماركوس من المجال العلمي إلى المجال الإداري عندما تمَّ تعيينها كعميدة لكلية الدراسات العليا بجامعة ولاية فلوريدا البحرية FSU، وخلال الفترة التي قضتها في هذا المنصب، زادت الجامعة عدد شهادات الدكتوراه الممنوحة سنوياً إلى الضعف، وابتكرت العديد من البرامج الأكاديمية وأنشأت مكتب جامعة فلوريدا للزمالات والعديد من جوائز الدراسات العليا، وعملت في مجلس أمناء كلية غوتشر من عام 2009 إلى عام 2016، بعد أن كانت سابقاً رئيسة للجنة الشؤون الأكاديمية في الجامعة، توفيت نانسي ماركوس في 12 شباط فبراير 2018 بعد عامين من صراعها مع الميلانوما.

## حياتها المبكرة وتعليمها
ولدت نانسي هيلين ماركوس في مدينة نيويورك في 17 أيار مايو 1950، والدتها بيتي ليفي ووالدها هارولد ماركوس من نيو روشيل – نيويورك، ونشأت في نيو روشيل مع شقيقها تيودور ، وبدأت في سن العاشرة بممارسة السحر وألعاب الخفة وأداء العروض المسرحية، ومع ذلك فقد أصبحت مهتمَّة بالعلوم منذ صغرها.
التحقت ماركوس بجامعة غوتشر وفي عام 1971 أصبحت ضمن فريق من الباحثين الجامعيين من جامعتي غوتشر وتوسون والذين شاركوا في دراسة بعنوان «تحليل أسباب تدهور بحيرة رولاند»، وحصل الفريق على منحة قدرها 13,140 دولار من المؤسسة الوطنية للعلوم NFS لإكمال البحث، وفي سنتها الجامعية الأخيرة أجرت ماركوس مع زميلٍ لها بحثاً ميدانيَّاً عن العوالق النباتية في مختبر جامعة ديوك البحري في يناير 1972، وخلال دراستها الجامعية درست ماركوس أيضاً في محطة برمودا البيولوجية للبحوث، وفي عام 1972 حصلت على البكالوريوس في علم الأحياء، وتمَّ تشجعيها على متابعة الدراسات العليا من قبل أساتذتها والباحثين الذين قابلتهم خلال دراستها.
أكملت ماركوس تحصيلها العلمي وحصلت على درجة الماجستير والدكتوراه في علم الأحياء مع التركيز على علم البيئة التطوري والبيولوجيا التطورية من جامعة ييل في عام 1976، وكانت أطروحة الدكتوراه الخاصة بها بعنوان «التباين الوراثي والشكلي عند قنافذ أربشيا بونتكولاتا الرمادية»، وكان مشرف الدكتوراه هو جوزيف راموس، وفي هذه الفترة تلقت ماركوس دعماً مالياً كبيراً من خلال عدد من المنح التي قدمتها جامعات ومنظمات مختلفة ، كلُّ ذلك حقَّق شهرةً كبيرة لماركوس وجعل منها واحداً من أهم الأسماء في علم الأحياء التطوري وعلوم المحيطات.

## المهنة

### بداياتها الوظيفية في معهد وودز هول
عملت ماركوس كزميل ما بعد الدكتوراه في معهد وودز هول لعلوم المحيطات بين الأعوام 1976 إلى 1978، وتركَّزت خبرتها في علم الأحياء التطوري عند مجدافيات الأرجل، وفي عام 1978 تمَّ تعيينها كعالم مساعد في قسم الأحياء في معهد وودز هول لعلوم المحيطات، وفي عام 1984 قامت مع زميلها العالم جورج غريس برحلة استغرقت أسبوعين ونصف إلى الصين بدعوة من البروفيسور تشنغ تشونغ مؤسس برنامج البيولوجيا البحرية بجامعة شيامن الصينية، وقدَّما ماركوس أوراقاً بحثية عن البيولوجيا الإنجابية لمجدافيات الأرجل، صرَّح ماركوس بعد هذه الرحلة بأنَّ «هناك اهتماماً كبيراً بنوع العمل الذي نقوم به وحاجة إلى المعدات والخبرات العلمية الأمريكية»، وابتداء من سبتمبر عام 1984 بدأ برنامج تدريبي يقوم على زيارة باحث من شيامن إلى مختبر ماركوس لمدة عام.

### الأبحاث في جامعة ولاية فلوريدا
بدأ نانسي ماركوس العمل في جامعة ولاية فلوريدا (FSU) كأستاذ مشارك لعلوم المحيطات في عام 1987 وأصبحت أستاذة كاملة العضوية في عام 1991 ، وفي سبتمبر 1993 اختيرت لتشغل منصب نائب رئيس الجامعة لمدة عام واحد، وبعدها عامين كرئيسة لجمعية علوم البحار، وخلال فترة رئاستها وضعت ماركوس ثلاثة أهداف رئيسيَّة للجمعية، بما في ذلك مراجعة اللوائح والمبادرات التعليميَّة الجديدة، وإقامة العديد من الورشات البحثية مثل «استخدام تقنيات الكمبيوتر الناشئة في التعليم الجامعي» و«يوم العلم» في جامعة ويسكونسن - ميلووكي، والهدف الثالث كان العمل على زيادة الهبات والتبرعات المالية للجمعية، لاحقاً حصلت ماركوس على تكريم وثناء خاص من الجمعية لجهودها في زيادة أنشطة التعليم، في عام 1993 تلقت ماركوس 56 ألف دولار كمنحة من جامعة فلوريدا لمدة ثلاث سنوات.
شغلت ماركوس منصب مدير مختبر جامعة فلوريدا البحري ما بين الأعوام 1989 – 2001 ، وفي عام 2001 أصبحت ماركوس مديرة لبرنامج النساء لمجالات الرياضيات والعلوم والهندسة في الجامعة ، وفي صيف عام 2001 أصدرت ماركوس بياناً مشتركاً مع عدد من أساتذة الجامعة كباتريشيا يانسي مارتين وجان برايانت وديان هاريسون وغاري آر هيلد وشيلا أورتيز تايلور وباميلا إل بيروي وديفيد راسموسن عن التحيز والتمييز ضدَّ النساء في الأوساط الأكاديمية وعن أشكال التمييز الخفيَّة التي لا تزال قائمة في هذا المضمار، وفي عام 2003 كانت ماركوس رئيسةً لقسم علم المحيطات في الجامعة، وأجرت في هذه الفترة وفيما بعد العديد من الأبحاث عن آثار انخفاض مستويات الأوكسجين على حيوية مجدافيَّات الأرجل البحرية، وقامت بأبحاث ميدانية في خليج المكسيك وقبالة ساحل شمال كاليفورنيا وفي خليج ناراجانسيت وفي خليج مين.
خلال منتصف سبعينيات القرن العشرين توقَّفت دراسة الكائنات البحرية في مختبرات الجامعة بسبب عدم القدرة على استزراع الأنواع البحرية ودعمها حيوياً في بيئة مخبرية ، وللتغلب على هذه المعضلة شاركت ماركوس مع علماء آخرين في إنشاء نظام وبروتوكول لإدارة تربية يرقات الأسماك البحرية، وقامت ببناء «دفيئتين» في مختبرات جامعة فلوريدا، والتي تمَّ توسيعها وتحويلها لاحقاً إلى مختبرات لتقييم التفاعلات بين الأنواع الحيوانية المائية ودراسة النباتات البحرية، في عام 2003 نظَّمت ماركوس مؤتمراً تحت رعاية الإدارة الوطنية للمحيطات والغلاف الجوي لمعهد المحيطات بجامعة هاواي لتقديم دراساتهم وأبحاثهم في مجال زراعة مجدافيات الأرجل وتربية يرقات الأسماك، جمعت نتائج المؤتمر في كتاب هام ساهمت ماركوس في إعداده بفعالية والذي أصبح لاحقاً عملاً مرجعياً للباحثين في هذا المجال.

### عميدة كلية الدراسات العليا
أصبحت نانسي ماركوس عميدة لكلية الدراسات العليا في جامعة فلوريدا في 9 أغسطس 2005 خلفاً لديان هاريسون واستمرَّت في هذا المنصب لمدة خمس سنوات [26]، وشاركت خلال هذه الفترة مع جيف شانتون في إنشاء ماجستير العلوم في علوم البيئة المائية في جامعة فلوريدا، وبين الأعوام 2011 إلى 2012 كانت ماركوس رئيسة لمؤتمر الكليات العليا الجنوبية.
في عام 2016 كانت جامعة فلوريدا تمنح 400 إجازة دكتوراه سنوياً بزيادة 200 إجازة عن الفترة التي سبقت تولي ماركوس لعمادة الكلية، وبصفتها عميدة لكلية الدراسات العليا أنشأت العديد من البرامج والجمعيات التي تعزز التواصل بين الخريجين السابقين والطلاب في البرامج الأكاديمية المختلفة، بالإضافة لبرنامج التطوير المهني لإعداد الطلاب لشغل الوظائف في فترة ما بعد التخرُّج، ومكتب زمالات الدراسات العليا لمساعدة الطلاب في التقدُّم للمنح والحصول عليها.
استقالت ماركوس في عام 2016 من مجلس أمناء كلية غوتشر بعد خدمتها فيه منذ العام 2009، وكانت قد شغلت سابقاً منصب رئيسة لجنة الشؤون الأكاديمية بكلية غوتشر، واستقالت من منصب عميد كلية الدراسات العليا في جامعة فلوريدا عام 2017 ، وخلفها مارك رايلي في عمادة كلية الدراسات العليا في أغسطس من نفس العام.

## حياتها الشخصية
تزوجت ماركوس من مدرب ومدرس الكرة الطائرة سيسيل رينو في عام 1992، وشملت هواياتها التنس والغولف والكرة الطائرة، وكثيراً ما كانت تذهب في رحلات صيد السمك وركوب القوارب في خليج المكسيك، وتوفيت في 12 شباط فبراير 2018 في تالاهاسي بولاية فلوريدا بعد عامين من صراعها مع الميلانوما.
كانت نانسي من مشجعي فرق ليدي سيمينول الرياضية، وخصوصًا فريق الكرة الطائرة. وأيضًا كانت نانسي إنسانة ذات خبرات جمّة بشكل استثنائي، فكانت تطهو وجبات ذوَاقة الطعام لأصدقائها، للجيران ولفريق ولاية فلوريدا سيمينولس للكرة الطائرة بأكمله في أيام العطل، وكانت تسافر على نحو واسع وتخطط بدقة لتستطيع تجربة كل ما لدى تلك الرحلات الغريبة لتقدمه. وكانت قد تضمنت هواياتها في الطفولة التكلم البطني والسحر. وجَّمَّعت خلال فترة حياتها عِدَّة دُمى واستمرت في تسلية الأطفال الصغار والبالغين كساحرة. لم يكن هنالك شيء ليس باستطاعة نانسي تحليله، فهمه أو تصليحه. سيفتقد الكثير من الناس مهاراتها، مواهبها، وطبيعتها الخبيرة، الساكنة، المتواضعة، المتنافسة.

## الجوائز والتكريمات
انتخبت ماركوس كزميل في الرابطة الأمريكية لتقدم العلوم في عام 1989 ، وفازت بجائزة روبرت أولوتون للأستاذ المتميز عام 2001 وهي أرفع جائزة تمنح لأعضاء الهيئة التدريسيَّة في جامعة فلوريدا، وأصبحت بمرتبة بروفيسور في جامعة فلوريدا في عام 2003، وفي عام 2004 تمَّ انتخابها كزميلة لجمعية نساء في العلوم، وفي عام 2008 تمَّ تكريمها عن طريق إنشاء مقعد البروفيسورة نانسي ماركوس من قبل متبرع مجهول بسبب جهودها التعليمية الكبيرة ، وفي عام 2014 أطلق اسمها على القاعة الرئيسية لجامعة فلوريدا.